# Hubert Léonard
Hubert Léonard (ur. 7 kwietnia 1819 w Bellaire koło Liège, zm. 6 maja 1890 w Paryżu) – belgijski skrzypek, kompozytor i pedagog.

## Życiorys
Uczył się w Liège u Auguste’a Roumy, tam też debiutował jako skrzypek w 1832 roku. W latach 1836–1839 studiował w Konserwatorium Paryskim u François-Antoine’a Habenecka. Między 1845 a 1848 rokiem odbył tournée koncertowe po Europie. W latach 1849–1851 i 1853–1866 uczył gry na skrzypcach w konserwatorium w Brukseli. W 1866 roku osiadł w Paryżu, gdzie działał jako wirtuoz, kameralista i pedagog. Między 1870 a 1872 rokiem, w związku z wojną francusko-pruską, przebywał w Liège i uczył w tamtejszym konserwatorium.
Skomponował m.in. 5 koncertów skrzypcowych, był też autorem utworów dydaktycznych takich jak Petite gymnastique du jeune violoniste, 24 études harmoniques dans les différentes positions i Six solos progressifs. Opracowywał także utwory dawnych kompozytorów takich jak Arcangelo Corelli, Giuseppe Tartini, Johann Sebastian Bach i Francesco Geminiani, pisał też kadencje do koncertów skrzypcowych Viottiego i Beethovena.
Od 1849 roku był żonaty z hiszpańską śpiewaczką Antoniną Sitches de Mendi. Jego uczniami byli m.in. Martin Pierre Marsick i Henri Marteau.